# روش ورنویل
روش ورنویل (یا فرایند ورنویل یا تکنیک ورنویل) که به آن شعله همجوشی نیز گفته می‌شود، اولین روش تجاری موفق در ساخت سنگ قیمتی مصنوعی بود که در اواخر سال ۱۸۸۳ توسط شیمی‌دان فرانسوی آگوست ورنویل ایجاد و ارائه شد. این روش در درجه اول برای تولید یاقوت، یاقوت کبود و انواع پادپارادچا (پادپارادشا)های از جنس کرندوم و همچنین شبیه‌سازهای الماس روتیل و تیتانات استرانسیم استفاده می‌شود. اصول فرایند شامل ذوب شدن یک ماده پودر کاملاً ریز شده با استفاده از شعله اکسی هیدروژن (مخلوط گاز اکسیژن و هیدروژن) و تبلور قطرات ذوب شده به یک بول (یک تکه استوانه ای از مواد برای سنگهای قیمتی، ساخته شده توسط فرایند ورنویل) است. این فرایند به عنوان اولین گام بنیانگذاری فن آوری مدرن رشد کریستال صنعتی در نظر گرفته می‌شود و تا امروز در استفاده گسترده باقی مانده‌است.

## تاریخچه

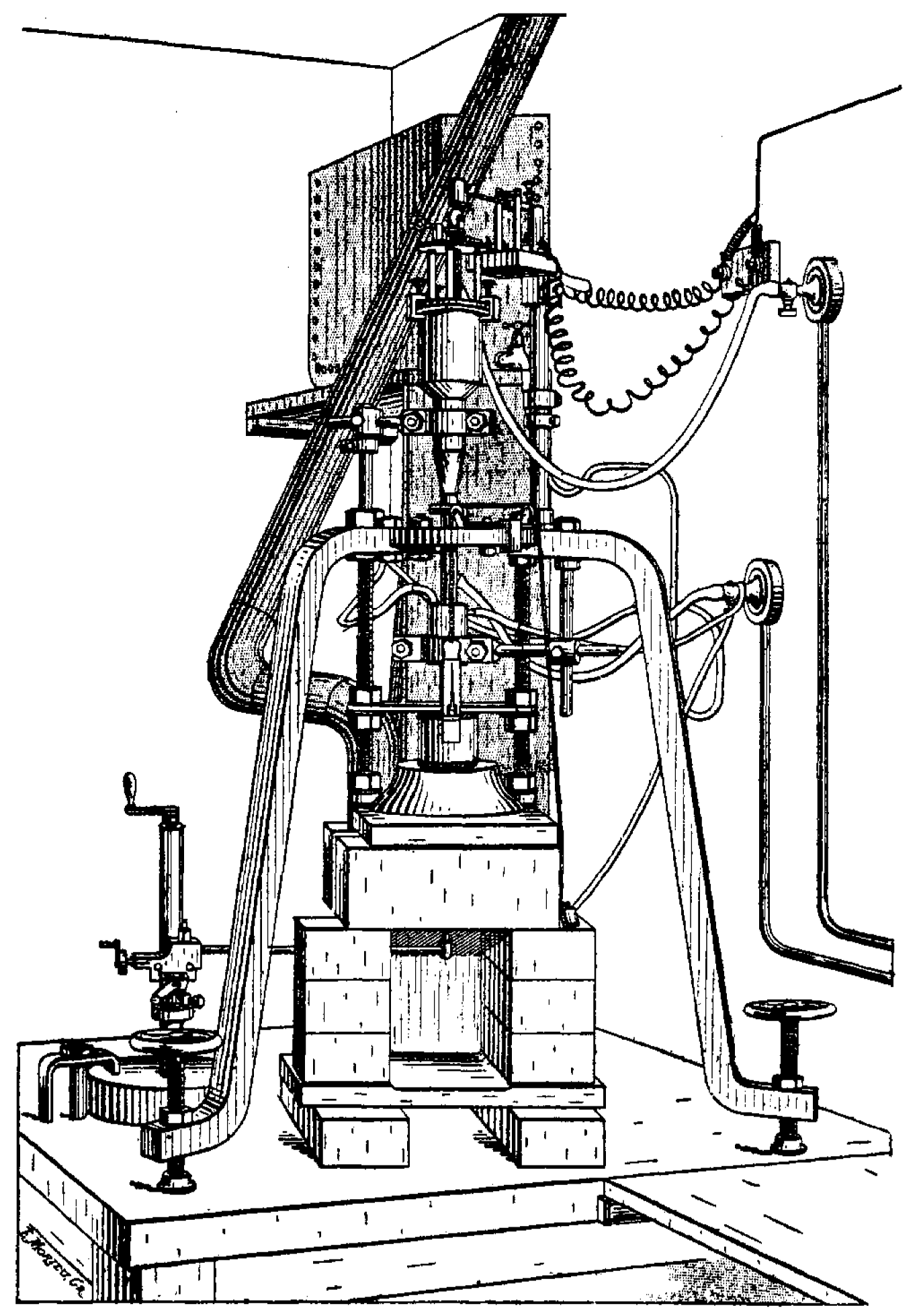
A sketch of an early furnace used by Verneuil to synthesise rubies using the Verneuil process.

از زمان آغاز مطالعه کیمیاگری، تلاش‌هایی برای تولید سنگهای قیمتی مصنوعی انجام شده‌است و یاقوت، که یکی از گوهرهای مهم کاردینال (اشرافی) است، مدتهاست که یک گزینه اصلی برای انتخاب بین گوهرها است. در قرن نوزدهم، پیشرفت‌های چشمگیری حاصل شد، با ایجاد اولین یاقوت مصنوعی در اثر ذوب شدن دو یاقوت کوچکتر در سال ۱۸۱۷ و اولین بلورهای میکروسکوپی ایجاد شده از آلومینا (اکسید آلومینیوم) در آزمایشگاه در سال ۱۸۳۷. تا سال ۱۸۷۷، شیمیدان ادموند فرمی با استفاده از حمامهای مذاب آلومینا، روشی مؤثر برای تولید یاقوت تجاری ابداع کرد و اولین سنگهای مصنوعی با کیفیت سنگهای قیمتی را بدست آورد. آگوست ورنویل، شیمیدان پاریسی، در توسعه این روش با فریمی همکاری کرد، اما خیلی زود به‌طور مستقل فرایند همجوشی شعله را توسعه داد که در نهایت منجر شد به این که نام او بر روی این روش قرار گیرد.
یکی از منابع الهام ورنویل برای توسعه روش خود، ظهور یاقوتهای مصنوعی فروخته شده توسط یک تاجر ناشناخته اهل ژنو در سال ۱۸۸۰ بود. این «یاقوتهای ژنو» در آن زمان به عنوان مصنوعی (غیر اصل) کنار گذاشته شدند، اما اکنون اعتقاد بر این است که اولین یاقوتهای تولید شده توسط همجوشی شعله هستند و قبل از ۲۰ سال کار ورنویل در این زمینه این فرایند را پیش‌بینی کردند. ورنویل پس از بررسی «یاقوت ژنو» به این نتیجه رسید که می‌توان اکسید آلومینیوم ریز خرد شده را دوباره به یک سنگ قیمتی بزرگ تبلور داد. این مهم، همراه با در دسترس بودن مشعل اکسی هیدروژن که تازه توسعه یافته و ایجاد شده بود اما تقاضای روزافزون برای یاقوت مصنوعی، وی را به سمت طراحی کوره ورنویل سوق داد، جایی که آلومینای خالص و اکسید کروم که به خوبی ریز خرد شده‌اند توسط شعله ای با دمای حداقل ۲۰۰۰ درجه سلسیوس (۳۶۳۰ درجه فارنهایت) ذوب می‌شوند، و دوباره بر روی تکیه گاه زیر شعله متبلور شده و یک کریستال بزرگ ایجاد می‌کند. وی کار خود را در سال ۱۹۰۲ به‌طور عمومی اعلام کرد و جزئیاتی را در مورد روند کار در سال ۱۹۰۴ منتشر کرد.
تا سال ۱۹۱۰، آزمایشگاه ورنویل به یک مرکز تولید ۳۰ کوره گسترش یافته بود سنگهای قیمتی تولید شده توسط فرایند ورنویل در سال ۱۹۰۷ سالانه به ۱۰۰۰ کیلوگرم (۲۲۰۰ پوند) می‌رسید. در سال ۱۹۱۲، تولید به ۳۲۰۰ کیلوگرم (۷۱۰۰ پوند) رسید و در سال ۱۹۸۰ به ۲۰۰۰۰۰ کیلوگرم(۴۴۰۰۰۰ پوند) و در سال ۲۰۰۰ به ۲۵۰۰۰۰ کیلوگرم (۵۵۰۰۰۰ پوند) رسید البته به رهبری کارخانه هراند جواهردجیان(Hrand Djevahirdjian)در مونته، سوئیس که در سال ۱۹۱۴ تأسیس شده بود. چشمگیرترین پیشرفت انجام شده بر روی فرایند در سال ۱۹۳۲ توسط اس.کی. پوپوف(S. K. Popov) انجام شد، که به ایجاد توانایی تولید یاقوت کبود با کیفیت بالا در اتحاد جماهیر شوروی تا ۲۰ سال آینده کمک کرد. در زمان جنگ جهانی دوم، زمانی که منابع اروپایی در دسترس نبودند، و جواهرات به دلیل کاربردهای نظامی خود، تقاضای زیادی داشتند، در ایالات متحده آمریکا نیز توانایی تولید انبوه ایجاد شد.
این فرایند در درجه اول برای سنتز یاقوت که به اولین سنگ قیمتی که در مقیاس صنعتی تولید می‌شود تبدیل شد، طراحی شده‌است. با این حال، فرایند ورنویل همچنین می‌تواند برای تولید سنگهای دیگر، از جمله یاقوت کبود آبی مورد استفاده قرار گیرد، که به اکسیدهای آهن و تیتانیوم نیاز دارد تا به جای اکسید کروم استفاده شود، و همچنین اکسیدهای دقیق تر مانند یاقوت کبود ستاره، که در آن تیتانیا (دی‌اکسید تیتانیوم) اضافه می‌شود و بول مدت بیشتری در گرما نگه داشته می‌شود که اجازه می‌دهد روتیل‌های سوزنی درون آن متبلور شوند. در سال ۱۹۴۷، بخش تجهیزات هوایی لیند(Linde Air Products) از اتحادیه کاربید (Union Carbide) پیشگام استفاده از فرایند ورنویل برای ایجاد چنین یاقوت‌های کبود ستاره ای شد، تا اینکه این تولیدات در سال ۱۹۷۴ به دلیل رقابت در خارج از کشور متوقف شد.
علیرغم برخی پیشرفتها در این روش، فرایند ورنویل تا به امروز تقریباً بدون تغییر باقی مانده‌است، در حالیکه در تولید سنگ‌های کرندوم و سنگ‌های قیمتی(گوهر) از موقعیت برجسته ای برخوردار است و پرچمدار محسوب می‌شود. مهمترین شکست آن در سال ۱۹۱۷ اتفاق افتاد، زمانی که ژان چکرالسکی (Jan Czochralski)فرایند چکرالسکی (Czochralski process) را معرفی کرد، که در صنعت نیمه هادی کاربردهای بی شماری را پیدا کرده‌است، جایی که کریستال‌های با کیفیت بسیار بالاتر از تولید ورنویل مورد نیاز است. گزینه‌های دیگر این فرایند در سال ۱۹۵۷، زمانی که آزمایشگاه‌های بل فرایند هیدروترمال را ارائه داد و در سال ۱۹۵۸، هنگامی که کارول چاتام روش شار را ارائه داد، ظهور کرد. همچنین در سال ۱۹۸۹ لری پی کلی از کمپانی آی سی تی (اسم انگلیسی) گونه ای متفاوت از فرایند چکرالسکی را ایجاد کرد که در آن از یاقوت طبیعی به عنوان ماده «خوراکی» استفاده می‌شود.

## فرایند

A simplified diagram of the Verneuil process

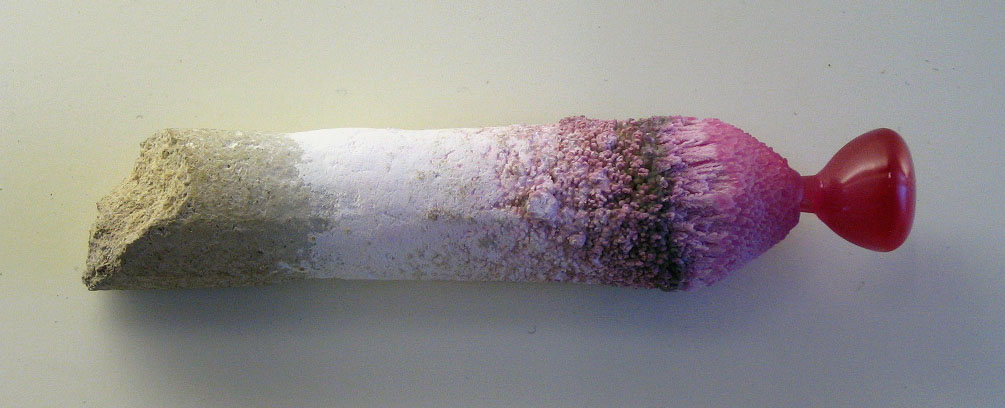
A small ruby boule, still attached to the rod, produced by the Verneuil process

کی از مهمترین عوامل در موفقیت متبلور کردن یک سنگ قیمتی مصنوعی، بدست آوردن ماده اولیه بسیار خالص، با خلوص حداقل ۹۹٫۹۹۹۵٪ است. در مورد ساخت یاقوت، یاقوت کبود یا پادپارادچا (پادپارادشا)، این ماده آلومینا است. به خصوص وجود ناخالصی‌های سدیم نامطلوب است، زیرا کریستال را مات(کدری) می‌کند. بعد از تهیه آلومینا خالص بسته به رنگ دلخواه کریستال، مقدار کمی اکسید مختلف به آن اضافه می‌شود، مانند اکسید کروم برای یاقوت سرخ، یا اکسید فریک و تیتانیا برای یاقوت کبود آبی. سایر مواد اولیه شامل تیتانیا برای تولید روتیل، یا تیتانیل اگزالات مضاعف برای تولید تیتانات استرانسیم است. همچنین، می‌توان از کریستال‌های کوچک و بی‌ارزش محصول مورد نظر استفاده کرد و به آلومینا اضافه کرد.
این ماده اولیه کاملاً پودر شده و در ظرفی درون کوره ورنویل قرار می‌گیرد، در قسمت زیرین دهانه ای دارد که هنگام لرزش ظرف، پودر می‌تواند از آن خارج شود. هنگامی که پودر آزاد می‌شود که وارد کوره شود، اکسیژن به کوره وارد می‌شود و با پودر در یک لوله باریک حرکت می‌کند. این لوله درون یک لوله بزرگتر قرار دارد که به آن هیدروژن وارد می‌شود. در نقطه ای که محتویات لوله باریک به لوله بزرگتر وارد می‌شوند، احتراق رخ می‌دهد که دما شعله آن حداقل ۲۰۰۰ درجه سلسیوس (۳۶۳۰ درجه فارنهایت) در هسته آن است. وقتی پودر از شعله عبور می‌کند، به صورت قطرات کوچکی در می‌آید و روی میله ساپورت خاکی که در زیر لوله است قرار می‌گیرد. قطرات به تدریج مخروطی را بر روی میله خاکی تشکیل می‌دهند که قسمت بالایی آن به اندازه کافی به هسته نزدیک است تا در حالت مایع باقی بماند. در همان قسمت بالایی است که در نهایت بلور دانه تشکیل می‌شود. وقتی قطرات بیشتری روی قسمت بالایی آن می‌ریزند، یک کریستال(تک بلور) منفرد به نام بول شروع به تشکیل می‌کند و تکیه گاه به آرامی به سمت پایین حرکت می‌کند و اجازه می‌دهد تا پایه بول متبلور شود، در حالی که کلاهک آن همیشه مایع است. بول به شکل یک استوانه مخروطی درمی آید، قطر آن از پایه باز شده و در نهایت کم و بیش ثابت می‌ماند. با تأمین مداوم پودر و برداشتن تکیه گاه، بول‌های استوانه ای بسیار طولانی ای می‌توان بدست آورد. بول پس از خارج شدن از کوره و خنک شدن، در امتداد محور عمودی خود تقسیم می‌شود تا فشار داخلی را از بین ببرد، در غیر این صورت هنگام شکستن پایه توسط صفحه متقاطع عمودی (جدا شدن از پایه)، کریستال (بلور) متمایل به شکستگی خواهد شد.
هنگام تشریح مراحل اولیه، ورنویل تعدادی از شرایط لازم برای نتایج خوب را تعیین کرد. اینها عبارتند از: دمای شعله بالاتر از حد لازم برای هم جوشی نباشد، همیشه محصول ذوب شده را در همان قسمت شعله اکسی هیدروژن نگه دارید و نقطه تماس بین محصول ذوب شده و پایه تا آنجا که ممکن است سطح کوچکی داشته باشد. متوسط ابعاد بول تولیدی تجاری با استفاده از این فرایند ۱۳ میلی‌متر (۰٫۵۱ اینچ) قطر و ۲۵ تا ۵۰ میلی‌متر (۰٫۹۸ تا ۱٫۹۷ اینچ) طول است و وزن آن حدود ۱۲۵ قیراط (۲۵٫۰ گرم) است. این فرایند را می‌توان با بذر بلور سفارشی گرا نیز انجام داد تا جهت‌گیری کریستالی خاصی که مورد نظر است حاصل شود.

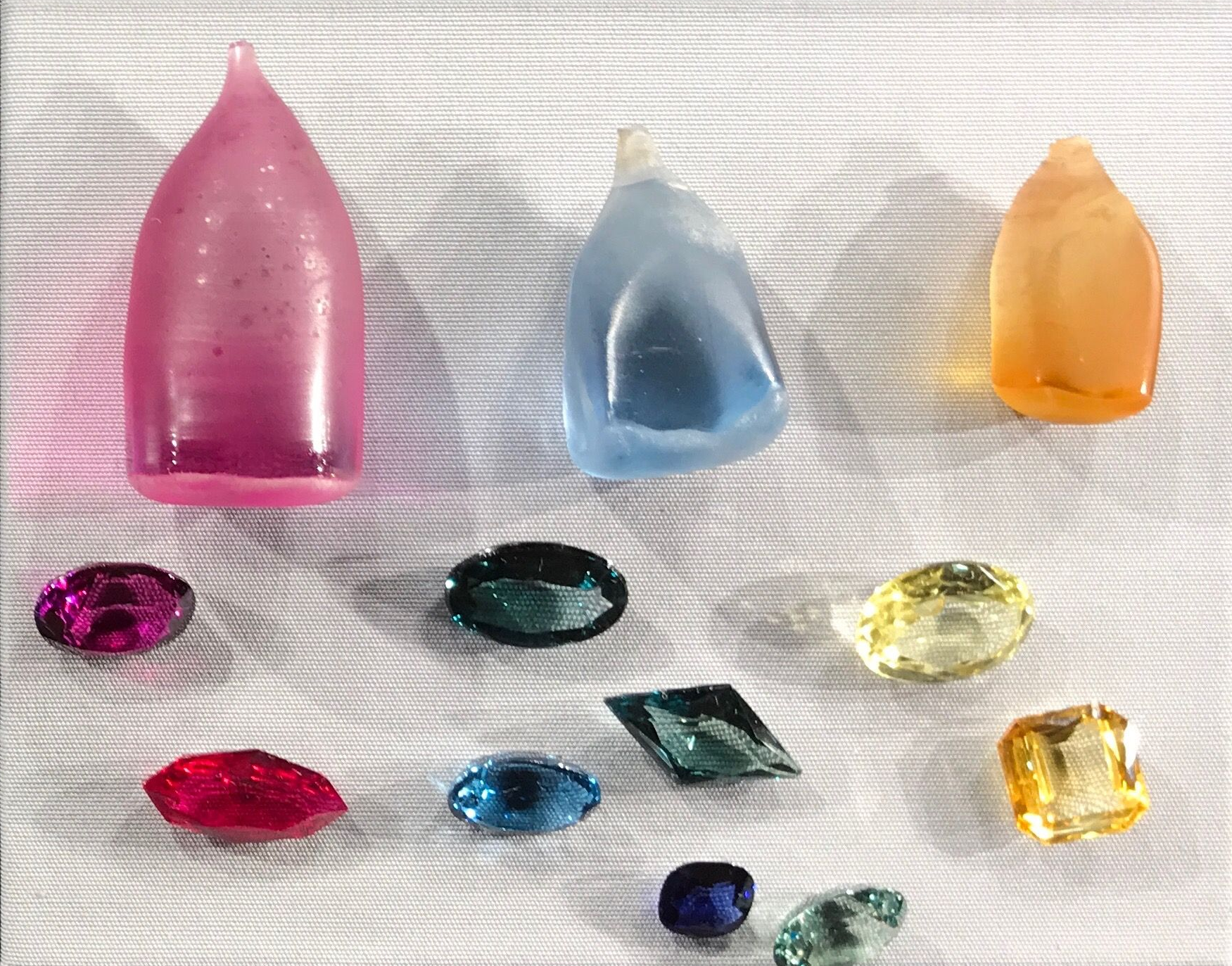
Synthetic Corundum

بلورهای تولید شده توسط فرایند ورنویل از نظر شیمیایی و فیزیکی معادل نمونه‌های طبیعی آن هستند و برای تمایز بین این دو معمولاً به بزرگنمایی قوی نیاز است. یکی از خصوصیات گویای کریستال ورنویل، خطوط رشد منحنی (نوار باریک خمیده) است که با رشد بول استوانه ای به سمت بالا در محیطی با شیب حرارتی بالا تشکیل می‌شود. خطوط معادل آن در بلورهای طبیعی مستقیم هستند. یکی دیگر از وجه‌های تمایز وجود حباب‌های میکروسکوپی گاز است که به دلیل وجود بیش از حد اکسیژن در کوره تشکیل شده‌است. اما نقص در بلورهای طبیعی معمولاً ناخالصی‌های جامد است.